# Acetobacterium bakii
Acetobacterium bakii è una specie di batterio appartenente alla famiglia delle Eubacteriaceae.